# سايدو بيراهينو
سايدو بيراهينو (بالإنجليزية: Saido Berahino)‏ (ولد 4 أغسطس 1993)، هو لاعب كرة قدم إنجليزي يلعب في مركز الهجوم. ولد سايدو في مدينة بوجومبورا عاصمة بوروندي، ويلعب حالياً مع نادي شيفيلد وينزداي في الدوري الإنجليزي الدرجة الاولى. وسبق له اللعب مع وست بروميتش ألبيون ونادي نورثهامبتون تاون ونادي برينتفورد وبيتربورو ينايتد، كما لعب مع منتخب إنجلترا لكرة القدم تحت 21 سنة ويبلغ طوله 180 سم.

## الحياه المبكره
وُلد بيراهينو في بوجمبورا عاصمة بوروندي، لعب كرة القدم كطفل وله كرة من الأكياس البلاستيكية المربوطة بالأربطة. قتل والده في عام 1997 خلال الحرب الأهلية البوروندية. سافر إلى إنجلترا وحدها في سن العاشرة، فارًا من الحرب المستمرة للانضمام إلى والدته، أخيه وأخواته الذين حصلوا على حق اللجوء في نيوتاون، برمنجهام. لم يتمكن من تحديد مكان عائلته لدى وصوله، وتم وضعه في دار رعاية. بعد تتبع والدته ليليان، كان على موظفي الهجرة إدارة اختبار الحمض النووي لتأكيد علاقتهم.
استقل بيراهينو مدرسة أستون مانور، حيث حصل على عشر شهادات GCSE وتنافس في كرة السلة وألعاب القوى بالإضافة إلى كرة القدم. شمل أصدقاء طفولته عتيق جافيد و Recordo Gordon ، وكلاهما ذهب للعب لعبة الكريكيت في بطولة County Warwickshire . في البداية يتحدث الفرنسية فقط ولعب كرة القدم في الشوارع في بلده الأصلي بوروندي، نسب بيراهينو حبه لهذه الرياضة بمساعدته على الاندماج بسرعة في المجتمع الإنجليزي.

## مسيرته الكروية
بعد أن فر من بلده بوروندي عندما كان طفلاً، حصل على اللجوء السياسي في برمنغهام، وأعطى كرة القدم لمساعدته على الاندماج في المجتمع الإنجليزي. انضم بيرهينو إلى وست بروميتش ألبيون في سن الحادية عشرة، وتحول إلى محترف بعد سبع سنوات. أمضى وقتا على سبيل الإعارة في دوري كرة القدم الأندية نورثامبتون تاون، برينتفورد وبيتربورو يونايتد.
بدأ براهينو أول مباراة له مع وست بروميتش البيون في موسم 2013-14، مع أبرز أحداث تلك الحملة بما في ذلك ثلاثية ضد مقاطعة نيوبورت، والهدف الفائز في أولد ترافورد ضد مانشستر يونايتد. في موسمه الكامل الثاني، سجل 20 هدفًا في 45 مباراة في جميع المسابقات. بعد هذه الحملة الناجحة، أصبح بيراهينو متورطًا في ملحمة نقل طويلة تشمل توتنهام هوتسبر، مما أدى إلى توتر علاقاته مع المدير توني بوليس ورئيس مجلس الإدارة جيريمي بيس. في يناير 2017، انضم إلى ستوك سيتي مقابل رسم قدره 12 مليون جنيه استرليني، ومن المحتمل أن يرتفع إلى 15 مليون جنيه استرليني.
كان برهينو يمثل انكلترا على جميع مستويات الشباب من سن 16 إلى أقل من 21 سنة، وكان جزءًا من فريقهم تحت 17 عامًا الذي فاز ببطولة أوروبا عام 2010 . تم استدعاؤه لأول مرة إلى الفريق الأول في نوفمبر 2014.

## الأندية التي لعب لها

### وست بروميتش البيون
وقع براهينو من أجل مركز وست بروميتش البيون للتميز في 2004 تحت مستوى 12، ينضم من فريق داخل المدينة Phoenix International. تقدم من خلال نظام الشباب في الباجي وفي صيف عام 2011، وقع عقدًا احترافيا معهم.
في 20 أكتوبر 2011، انضم بيراهينو إلى نادي نورثهامبتون من الدوري الإنجليزي في صفقة قرض لمدة شهر واحد. بدأ مشواره الاحترافي مع Cobblers بعد يومين من هزيمته 2-1 أمام برادفورد سيتي في Valley Parade ، حيث لعب 90 دقيقة كاملة. بعد ثلاثة أيام من ذلك، سجل أول هدف كبير له ضد هيريفورد يونايتد، وإن كان في خسارة 3-1 على ملعبه في سيكسفيلدز. تم تمديد قرضه مرتين، في 3 نوفمبر و 5 يناير 2012. بعد يومين من التمديد الأول، سجل بيراهينو هدفين في مرمى جيلينجهام، وهو هدف في كل خسارة من 4-3. أنهى تعويذه مع 6 أهداف في الدوري في 14 مباراة مع نورثامبتون، على الرغم من أنهم كانوا يكافحون في دوري الدرجة الثانية.
في 9 فبراير 2012، خرج براهينو على سبيل الإعارة مرة أخرى، هذه المرة بمستوى أعلى من ذي قبل، من خلال الانضمام إلى فريق برينتفورد من الدرجة الأولي حتى نهاية الموسم. ظهر لأول مرة بعد خمسة أيام، ليحل محل ماركوس بين في نهاية الخسارة 2-1 في كولشستر يونايتد. في المباراة التالية، في غريفن بارك في 20، جاء إلى غاري ألكسندر في الدقيقة 28 وسجل في كل نصف فوز 4-0 ضد كارلايل يونايتد. كما سجل هدفي الفريق في الفوز 2-0 على إكستر سيتي في 6 مارس، وبعد ذلك مدير النادي المؤقتآلان كيرناغان أثنى عليه بقوله: «Saido حصلت على موافقة وانه كان جيدا، ولكن هذا الفوز [ كذا ] مبنية على الأداء الدفاعي القوي كما يتضح من نظافة شباكه آخر.» بسبب الحجج مع المدير الجديد أوي روسلر، انتهت فترة الإعارة مع برينتفورد مبكرا وعاد إلى وست بروميتش البيون في 3 أبريل، بعد أن سجل 4 أهداف في 8 مباريات.
بدأ بيرهينو أول مباراة له مع ويست بروميتش كبديل أمام يوفيل تاون في مباراة الدور الثاني من كأس رابطة الأندية في 28 أغسطس 2012، ليحل مكان شاين لونج في آخر ست دقائق من الفوز خارج ملعبه 4-2. ووقع على قرض ل بطولة نادي بيتربورو يونايتد في 1 أكتوبر، في صفقة حتى 2 يناير 2013. وفي اليوم التالي، وقال انه لأول مرة في فوز 2-0 في بارنسلي، ليحل محل إميل سنكلير في الدقيقة 65 . في 27 أكتوبر، سجل بيراهينو هدفين في فوز 3-0 على ديربي كاونتي. في بيتربرة المتحدة، المديروقال دارين فيرجسون أن بيراهينو سيلعب بشكل أكثر انتظاماً. لعب عشرة مباريات على تعويذة القرض، والتي تم قطعها عن طريق اصابة في الركبة.

#### موسم 2013-2014
في بداية موسم 2013-2014، اقترح المدير ستيف كلارك أن براهينو ينبغي أن يصبح المركز الرئيسي في وست بروميتش البيون إلى الأمام، بدلا من النادي توقيع واحد جديد. من المهاجمين هم من الموسم السابق، روميلو لوكاكو قد غادر ل ايفرتون وبيتر اودموينجي كان قد سقط من صالح في النادي. في 27 أغسطس 2013، بدأ أول مباراة له مع ويست بروم في مباراة كأس رابطة أندية المحترفين أمام نيوبورت كاونتي وسجل ثلاثة أهداف في فوز 3-0 على أرضه. ظهر لأول مرة في الدوري مع باغيز عندما جاء كبديل لهزيمة 2-0 أمام سوانسي سيتي في 1 سبتمبر 2013، ليحل محل سكوت سنكلير في آخر 15 دقيقة من المباراة. في 28 سبتمبر، استبدل اللاعب سنكلير المصاب في الشوط الأول وأحرز أول هدف له في الدوري الإنجليزي الممتاز، وهو الفائز في المباراة التي انتهت بفوزه 2-1 على مانشستر يونايتد في أولد ترافورد. مدد بيرهينو عقده مع وست بروميتش البيون في 2 ديسمبر، وارتكبه للنادي حتى يونيو 2017.

##### موسم 2014–15
سجل بيراهينو هدفي وست بروم في أول مباراة له في موسم الدوري الممتاز 2014 - 2015، وهو التعادل أمام سندرلاند في 16 أغسطس 2014. وسجل هدفين آخرين لبغيز في 28 سبتمبر، حيث سجل في أي من جانبي الشوط صافرة في الوقت الذي فاز فيه وست بروميتش بيرنلي 4-0. كان يعادل رصيده في الدوري من الموسم السابق مع ركلة جزاء في خسارة 2-1 إلى ليفربول في 4 أكتوبر، بعد أن ربح ركلة جزاء بعد أن عانى من ديجان لوفرين دفعت بداية جيدة لهذا الموسم النادي للنظر في عقد جديد بقيمة أكثر من 50,000 جنيه استرليني في الأسبوع، ولكن تم تعليق نقاشها في أواخر نوفمبر بسبب اعتقاله للاشتباه في قيادة الشراب. في 3 يناير 2015 في الدور الثالث لكأس الاتحاد الإنجليزي، سجل بيراهينو أربعة أهداف في الفوز 7-0 ضد غيتسهيد. لم يحتفل بأي من هذه الأهداف، والتي جلبت أسئلة إلى المدير الجديد توني بوليس الذي أوضح «يجب أن تذهب لرؤيته في غرفة ارتداء الملابس، فهو أكثر سعادة هناك». في وقت لاحق بيراهينو قال «كنت فقط التعامل مع الأعمال والتصرف مهنيا وهذا كل شيء». في فبراير، تخلى وست برومويتش ألبيون عن محادثات عقده مع بيرهينو، وقال أنهم سوف يدرسون العروض التي تزيد عن 20 مليون جنيه استرليني لبيعه في نهاية الموسم. تم تأجيل النادي بسبب سلوكه، بالإضافة إلى مقابلة غير مصرح بها مع قناة سكاي سبورتسحيث أعلن أنه كان يلعب من أجل الحصول على نقل إلى نادي «أكبر».
في 11 فبراير، سجل براهينو هدفه العاشر لموسم الدوري الممتاز، والخامس عشر بشكل عام، حيث أنهى فوزه على أرضه 2-0 على سوانسي سيتي. بعد ثلاثة أيام، سجل الهدف النهائي للفريق في هزيمة 4-0 من وست هام يونايتد لوضع الباجي في الدور ربع النهائي من كأس الاتحاد الإنجليزي لأول مرة منذ عام 2008 . في 18 مايو، سجل بيراهينو هدفين في فوز 3-0 على تشيلسي بطل الدوري. أنهى الموسم بجائزة أفضل لاعب في النادي.

###### موسم 2015-16
في أغسطس 2015، رفض وست بروميتش البيون محاولة تقدر ب 15 مليون £ لبراهينو التوقيع ل توتنهام هوتسبير، مع النادي مثمنا له بمبلغ 25 مليون £. بعد المنافسات، غادر بوليس برهينو من فريقه في المباراة ضد تشيلسي في 23 أغسطس، ليحل مكانه بتسجيل رقم قياسي جديد هو سالومون روندون. عند مقابلته بعد المباراة، ذكر بوليس أن براهينو استبعد لأن الأحداث السابقة في سوق الانتقالات كانت «مدمرة». في اليوم التالي، رفض النادي طلب نقل بيرهينو. بعد رفضهم للمزايدة الرابعة للاعب في يوم الموعد النهائي للتحويل، صرح بيراهينو بأنه غير راضٍ عن سلوك ناديه وكتب عنه تويتر أنه لن يلعب أبدا للنادي مرة أخرى تحت رئاسة جيريمي بيس . تم تغريمه بسبب هذه التعليقات. في 7 سبتمبر، أخبر بوليس الصحافة بأن جميع الأطراف قد تصالحوا، وأن بيرهينو كان يتدرب مرة أخرى كالمعتاد.
عاد بيرهينو كبديل لبيون في تعادل 0-0 ضد ساوثامبتون في 12 سبتمبر، حيث تلقى استقبالاً مختلطاً. بدأ بعد أسبوع واحد ضد منافسه المحلي أستون فيلا، وسجل الهدف الوحيد للمباراة عن طريق تحريف تسديدة جيمس موريسون في الشباك. في الفترة من 31 أكتوبر وحتى نهاية السنة التقويمية، لم يبدأ براهينو بمباراة واحدة، حيث قال Pulis "إنه محظوظ أن يكون على مقاعد البدلاء، لا تمانع في البدء. إنه طفل متحطم ولكنه يسمح لنفسه بالهبوط في بعض الأحيان". "
في يناير 2016، وسجل براهينو في فخ التعادل 2-2 ضد بريستول سيتي في الجولة الثالثة من كأس الاتحاد الإنجليزي، ولكن لم تظهر في تشكيلة الفريق لاعادتها. عزا بولس هذا إلى الإصابة، وأعلن أنه أراد الاحتفاظ باللاعب في وست بروميتش ألبيون بنهاية فترة الانتقالات الشهرية. وعاد للدور القادم في 30 يناير، وسجل هدفين في تعادل 2-2 ضد بيتر بيتربورو فريق القرض السابق. في اليوم التالي، قدمت نيوكاسل عرضًا بقيمة 21 مليون جنيه استرليني للاعب. ومع ذلك، بقي براهينو في وست بروميتش البيون . في 26 فبراير اعتذر لأنه هدد بالضرب. في 16 أبريل، كان بيراهينو يسجل ركلة جزاء من ركلة جزاء بواسطة هيوريلهو جوميزفي خسارة المنزل 1-0 إلى واتفورد .

###### موسم 2016-17
قدم ستوك سيتي عرضًا بقيمة 17 مليون جنيه استرليني، من المحتمل أن يرتفع إلى 20 مليون جنيه إسترليني، لبيراهينو في يوليو 2016. رفض ويست برومويتش ألبيون هذا العرض وتساوي واحد من كريستال بالاس. في 23 أغسطس، غاب عن ركلة جزاء حيث خسر وست بروميتش البيون على تبادل لاطلاق النار بعيدا إلى فريقه السابق نورثامبتون، في الجولة الأولى من كأس الأتحاد الإنجليزي .
وفي نوفمبر، كُلف بيراهينو بمزيد من العمل في التدريب وأُرسل إلى أحد المعسكرات في فرنسا بعد أن وجده ثمانية من الأطباء العاملين في مستشفى ويست برومون يعانون من الوزن الزائد. وقال في بيان مفتوح على موقع الفريق على الإنترنت ان التكهنات المستمرة جعلت منه «أصعب عام» في مسيرته مما جعله يشعر «بالاكتئاب» ويؤثر على لياقته البدنية.

### ستوك سيتي
انضم بيرهينو إلى ستوك في 20 يناير 2017 مقابل رسم قدره 12 مليون جنيه إسترليني، ومن المحتمل أن يرتفع إلى 15 مليون جنيه إسترليني، بالتوقيع على عقد لمدة خمس سنوات ونصف السنة. تمنى ه بولس بشكل جيد لكنه قال إنه بحاجة «إلى العمل معا». تحدث بعد انضمامه إلى ستوك، اعترف بيرهينو بأنه «ضل طريقه» في وست بروم. ظهر لأول مرة مع ستوك سيتي في 1 فبراير 2017 بالتعادل 1-1 أمام إيفرتون . وكشف المدير مارك هيوز أن بيرهينو قد أوقف لمدة ثمانية أسابيع من قبل الاتحاد الإنجليزي خلال فترة وجوده في وست بروم بعد فشله في اختبار عقاقير خارج المنافسة. يتحدث إلى موقع بي بي سي لكرة القدمفي مارس 2017، ادعى براهينو أنه فشل في اختبار المخدرات لأن شخص ما قد رفع شرابه. بعد فشله في التسجيل في أول تسع مباريات له في ستوك، أيد هيوز براهينو لإحداث تأثير أكبر في موسم 2017-18. كما كشف بيراهينو أنه فقد حجرًا بوزنه منذ انضمامه للنادي. أنهى براهينو موسم 2016-17 دون تسجيله حيث أنهى ستوك في المركز 13.
في 30 سبتمبر 2017، في مسيرته الاحترافية الحادية والثلاثين المتتالية بدون هدف، فاز بيراهينو بركلة جزاء عندما عانى اللاعب فيرجل فان ديك من فريق ساوثهامبتون وأخذها بنفسه ولكن اللاعب فوستر أنقذها. كان مدعوما من قبل هيوز ومهاجمه بيتر كراوتش بعد المباراة. في 27 فبراير 2018، وصل بيراهينو إلى معلم عامين دون تسجيل هدف. استمر براهينو في النضال في الفترة ما بين 2017-18، ومع الفريق في مشكلة الهبوط العميق في أبريل، تم إقصاؤه إلى أقل من 23 من قبل المدير لامبارت بسبب سوء الانضباط.

## دوليا
فيما يتعلق بولائه في كرة القدم الدولية، قال براهينو في عام 2013:
انها غير بداية. أريد أن العب على أفضل مستوى مع أفضل اللاعبين في أفضل البطولات. بوروندي هي الوطن الأم بالنسبة لي. سأظل دائماً بوروندي بغض النظر عما يحدث، حتى لو أصبحت لاعب ناجح في الدوري الإنجليزي الممتاز. لا يزال لدي ثقافة بوروندي في داخلي. اللعب في انكلترا مختلف تماما. لقد منحتني فرصة ثانية في الحياة، وقدمت لأسرتي نوعًا مختلفًا من أنماط الحياة. أشعر بالامتنان الشديد لما فعلته إنجلترا بالنسبة لي ولعائلتي. لذا، عندما ألعب في إنجلترا، ألعب بشغف وإثارة، وفرحة ورغبة في الفوز.
ظهر بيرهينو في مختلف مستويات الشباب في إنجلترا. مثل أنكلترا تحت 17 سنة حيث فاز ببطولة أوروبا 2010 في ليختنشتاين، وسجل التعادل في المباراة النهائية للمجموعة عندما جاء من الخلف لهزيمة تركيا 2-1. في عام 2012، مثل فريق تحت 19 عامًا في البطولة الأوروبية في إستونيا لمساعدتهم على بلوغ الدور قبل النهائي قبل أن يخسر في الوقت الإضافي أمام اليونان .
تم استدعاؤه إلى تشكيلة منتخب إنجلترا تحت 21 سنة للمرة الأولى في المباراة ضد اسكتلندا في 13 أغسطس 2013. وسجل في أول مباراة له مع منتخب إنجلترا تحت 21 عامًا في 6 سبتمبر، وهو التصفيات الأوروبية ضد مولدوفا في فريقه 1. -0 الفوز، وكانت هذه المباراة أيضا أول غاريث ساوثجيت في تهمة. بعد أربعة أيام، تعادل بيراهينو بالتعادل 1-1 أمام فنلندا في التصفيات القادمة في تامبيري . في 15 أكتوبر، سجل بيراهينو هدفين في 4-0 في المباراة التأهيلية ضد ليتوانيا، حيث سجل رصيده في 4 أهداف في 3 مباريات.
كان بيرهينو قد حصل على البطاقة الصفراء بعد أول هدفين له في المباراة التي فازت فيها 3-0 على فنلندا تحت 21 سنة في التصفيات الأوروبية في 15 نوفمبر 2013، لرفع قميصه ليكشف رسالة إلى والده الراحل، الذي توفي في بوروندي. الحرب الاهليه . تم التصويت عليه كأفضل لاعب في العالم لسنة 2014 من قبل المشجعين، حيث أنهى قبل هاري كين بـ 16٪ من الأصوات بعد عام أحرز فيه معدلاً لهدف كل مباراة أخرى ، بما في ذلك ثلاثة أهداف للمساعدة. الفريق التأهل لبطولة أوروبا . حصل براهينوعلى ثالث أفضل هدف في تاريخ منتخب إنجلترا تحت 21 سنة برصيد 10 أهداف في 13 مباراة ، خلف فرانسيس جيفرز وآلان شيرر .
في 6 تشرين الثاني عام 2014، مدرب منتخب إنجلترا روي هودجسون - الذي روج براهينو لفريق وست بروميتش البيون الأول في عام 2011 - عين براهينو في تشكيلة فريقه لأول مرة، قبيل تصفيات كأس الأمم الأوروبية 2016 مباراة ضد سلوفينيا في ملعب ويمبلي يوم 15 وودية ضد اسكتلندا في سيلتيك بارك بعد ثلاثة أيام. لم يشارك بيراهينو في أي من مباريات إنجلترا الكبرى التي تم استدعاؤها.
في مارس 2015، تم الاتصال ببيراهينو لتمثيل موطنه بوروندي على المستوى الدولي ، وهو القرار الذي يمكن أخذه في الاعتبار لأنه لم يلعب لإنجلترا في منافسة دولية عالية.
تم تعيين براهينو في تشكيلة منتخب إنجلترا تحت 21 سنة لعام 2015 في بطولة أوروبا تحت 21 عامًا في جمهورية التشيك ولكنه انسحب من خلال الإصابة في 18 يونيو ، ليحل محله بنيق .
في أغسطس 2018، بعد ما يقرب من ثلاث سنوات من عدم تلقي استدعاء إلى فريق كبير في إنجلترا ، تم منح براهينو تصريحًا من فيفا للتحول إلى الفريق الوطني البوروندي .

## نمط اللعب
في أكتوبر 2013، وقال براهينو صحيفة ديلي تلغراف أن المهاجمين انه يهدف إلى محاكاة والكاميروني صامويل ايتو ، ديدييه دروغبا وجيرمين ديفو «بسبب حركتهم والطريقة التي تنتهي».
عندما قابلته بي بي سبورت في فبراير 2015، قال مدير وست بروميتش البيون توني بوليس أن براهينو يمكن أن يكون «لاعب من الدرجة الأولى» لكنه يحتاج إلى «اتجاه».
قال غاريث ساوثغيت المدير الفني لبيراهينو تحت 21 سنة إن لديه القدرة على خلق مساحة على أرض الملعب لزملائه ، وأصبح أقوى بدنيا وذهنيا منذ أن بدأ العمل معه. صرح حارس مرمى وست بروميتش ألبيون بن فوستر أن بيرهينو ملتزم أكثر في التدريب من اللاعبين الآخرين في عمره ، ويتبع نظام غذائي صحي. قال زميله السابق في وست بروميتش ألبيون ستيفن ريد إن موقف بيراهينو من التدريب تحسن نتيجة للتعامل مع «نقطتي انعطاف»، وهما طرده من برينتفورد وإصابة الركبة في بيتربورو.

## الحياه الشخصية
براهينو يدعم مانشستر يونايتد. إنه مسيحي ويدرس الإنجيل بانتظام مع والدته.
في أبريل 2014، اعتذرت براهينو إلى وست بيرومتش البيون بعد أن تم اكتشاف مقاطع فيديو له استنشاق أكسيد النيتروز لأغراض الترفيه من قبل وسائل الإعلام. واعترف بأن «هذا كان حكمًا سيئًا جدًا من جانبي وليس النموذج الصحيح الذي أقوم به. في ذلك الوقت ، لم أكن أدرك تمامًا المخاطر الصحية الخطيرة التي ينطوي عليها الأمر ولكنني الآن أعرف أنني لن أقوم بذلك مجددًا.». ومع ذلك ، نفى بيرهينو مزاعم أنه قاد 120 ميلاً تحت تأثير المادة. [99] في 22 أكتوبر 2014، ألقي القبض على براهينو على 6م بالقرب من Lymm ، Cheshire ، للاشتباه في القيادة الشراب . اتُهم بالجريمة في يناير 2015، واعترفوا بها أمام قضاة شيشاير الشماليين في رانكورن ، الذين منحوه حظراً على القيادة لمدة 12 شهراً وغرامة قدرها 3400 جنيه إسترليني.
في أبريل 2015، أسس براهينو مؤسسة خيرية خاصة به لمساعدة WaterAid على تحسين حياة الأشخاص المحرومين في بريطانيا والخارج. وقال «بعد أن نشأت في بوروندي ، أعرف جيدا الأثر المدمر الناجم عن عدم إمكانية الوصول إلى المياه النظيفة أو الصرف الصحي الذي يمكن أن يحدث للأسر». وقال مديره بولس إن «قصته ملهمة وهذا يدل على ما كنت أقوله منذ عدة أشهر حول موقفه ونضجه المتنامي». في أبريل / نيسان 2017، نفى بيرهينو مزاعم مفادها أن مؤسسته فشلت في التبرع بالمال «الموعود به»

## إحصاءات
| النادي                   | مواسم      | الدوري                   | الدوري | الدوري | كأس الأتحاد الأنجليزي | كأس الأتحاد الأنجليزي | الكأس | الكأس | اخري | اخري  | المجموع | المجموع |
| النادي                   | مواسم      | اسم الدوري               | لعب    | اهداف  | لعب                   | اهداف                 | لعب   | اهداف | لعب  | اهداف | لعب     | اهداف   |
| ------------------------ | ---------- | ------------------------ | ------ | ------ | --------------------- | --------------------- | ----- | ----- | ---- | ----- | ------- | ------- |
| وست بروميتش البيون       | 2001-12    | الدوري الأنجليزي الممتاز | 0      | 0      | 0                     | 0                     | 0     | 0     | —    | —     | 0       | 0       |
| وست بروميتش البيون       | 2012-13    | الدوري الأنجليزي الممتاز | 0      | 0      | 0                     | 0                     | 1     | 0     | —    | —     | 1       | 0       |
| وست بروميتش البيون       | 2013-14    | الدوري الأنجليزي الممتاز | 32     | 5      | 1                     | 0                     | 2     | 4     | —    | —     | 35      | 9       |
| وست بروميتش البيون       | 2014-15    | الدوري الأنجليزي الممتاز | 38     | 14     | 4                     | 5                     | 3     | 1     | —    | —     | 45      | 20      |
| وست بروميتش البيون       | 2015-16    | الدوري الأنجليزي الممتاز | 31     | 4      | 4                     | 3                     | 0     | 0     | —    | —     | 35      | 7       |
| وست بروميتش البيون       | 2016-17    | الدوري الأنجليزي الممتاز | 4      | 0      | 0                     | 0                     | 1     | 0     | —    | —     | 5       | 0       |
| وست بروميتش البيون       | مجموع      | مجموع                    | 105    | 23     | 9                     | 8                     | 7     | 5     | —    | —     | 121     | 36      |
| نورثامبتون تاون (اعاره)  | 2011-12    | درجه ثانية               | 14     | 6      | 1                     | 0                     | 0     | 0     | 0    | 0     | 15      | 6       |
| برينتفورد (اعاره)        | 2011-12    | درجه أولي                | 8      | 4      | 0                     | 0                     | 0     | 0     | 0    | 0     | 8       | 4       |
| بيتربورو يونايتد (اعاره) | 2011-12    | دوري البطولة الإنجليزية  | 10     | 2      | 0                     | 0                     | 0     | 0     | —    | —     | 10      | 2       |
| ستوك سيتي                | 2016-17    | الدوري الأنجليزي الممتاز | 13     | 0      | 0                     | 0                     | 0     | 0     | —    | —     | 13      | 0       |
| ستوك سيتي                | 2017-18    | الدوري الأنجليزي الممتاز | 15     | 0      | 1                     | 0                     | 1     | 0     | —    | —     | 17      | 0       |
| ستوك سيتي                | المجموع    | المجموع                  | 28     | 0      | 1                     | 0                     | 1     | 0     | —    | —     | 30      | 0       |
| ستوك سيتي تحت 23         | 2017-18    | —                        | —      | —      | —                     | —                     | —     | —     | 1    | 0     | 1       | 0       |
| مجموع الكل               | مجموع الكل | مجموع الكل               | 165    | 35     | 11                    | 8                     | 8     | 5     | 1    | 0     | 185     | 48      |

1. ↑  "S. Berahino". Soccerway. Global Sports Media. مؤرشف من الأصل في 2020-11-15. اطلع عليه بتاريخ 2016-01-02.
2. ↑  منزل الشركات، QID:Q257303
3. 1 2  "Saido Berahino". West Bromwich Albion F.C. مؤرشف من الأصل في 2015-04-20. اطلع عليه بتاريخ 2015-04-08.
4. ↑   https://web.archive.org/web/20160304033127/http://www.premierleague.com/content/dam/premierleague/site-content/News/publications/squad-lists/premier-league-squad-lists-january-2015.pdf. مؤرشف من الأصل (PDF) في 2016-03-04. {{استشهاد ويب}}: الوسيط |title= غير موجود أو فارغ (مساعدة)

## وصلات خارجية
- سايدو بيراهينو على موقع الاتحاد الأوربي (الإنجليزية)
- سايدو بيراهينو على موقع قاعدة بيانات كرة القدم.إي يو (الإنجليزية)
- سايدو بيراهينو على موقع ناشيونال فوتبول تيمز (الإنجليزية)
- سايدو بيراهينو على موقع Soccerbase.com (لاعب) (الإنجليزية)
- سايدو بيراهينو على موقع Soccerway.com (الإنجليزية)
- سايدو بيراهينو على موقع عالم كرة القدم.نت (الإنجليزية)
- سايدو بيراهينو على موقع AS.com (الإسبانية)
- سايدو بيراهينو على موقع سوكربيس
- سيدو بيراهينو على سوكرواي